# Bloom (álbum de Beach House)
Bloom é o quarto álbum de estúdio da dupla de Dream pop Beach House. Foi co-produzido pela banda ao lado do produtor Chris Coady, e foi lançado em 15 de maio de 2012, pela Sub Pop, na Europa através da Bella Union, na Austrália pela Mistletone Records, e no México o seu lançamento foi pela Artes e Ofícios. O álbum foi escrito ao longo dos dois anos de turnê da dupla e foi gravado na Sonic Ranch na cidade de Tornillo no Texas, por mais de sete semanas. Com base no álbum anterior, Teen Dream ( 2010 ), a dupla continuou a adicionar novos arranjos de bateria para Bloom, complementando sua caixa de ritmos.
Bloom recebeu críticas positivas da crítica e estreou na sétima posição na Billboard 200, vendendo 41 mil cópias em sua primeira semana. Foi nomeado por muitos críticos como um dos melhores álbuns do ano e em agosto de 2014, foi reconhecido na lista da Pitchfork dos "100 melhores álbuns da década até agora", aparecendo na posição 53.

## Antecedentes e produção
As faixas de Bloom foram escritas "entre as inúmeras pesquisas de sonoridade e inúmeras experiências durante os dois anos de turnê", sendo gravado no Sonic Ranch em Tornillo, Texas. Foi co-produzido por Chris Coady (produtor das bandas Yeah Yeah Yeahs, Blonde Redhead), que também produziu o álbum anterior da banda Teen Dream. Beach House escolheu gravar no oeste do Texas depois de se sentirem cativados pela área enquanto estavam tendo uma pausa durante a turnê de Teen Dream. O processo de mixagem de Bloom foi realizado na Eletric Lady Studios em Nova York. A gravação do álbum durou sete semanas.

## Lançamento
A primeira música do álbum a ser publicada foi "Myth", sendo divulgada no site oficial do Beach House em 7 de março de 2012. No dia seguinte, a data de lançamento de Bloom foi anunciada. Um segundo single, "Lazuli", foi divulgado durante o Record Store Day em 13 de abril de 2012. A primeira divulgação do disco foi em 6 de maio do ano de 2012, através da NPR Music. Um mês após, um videoclipe para divulgar "Lazuli" dirigido por Allen Cordell foi publicado no YouTube. Em 19 de março de 2013, a banda lançou um videoclipe para a faixa "Wishes". A direção do vídeo foi feita por Eric Wareheim da dupla de comédia Tim and Eric e estrelado por Ray Wise.
As canções "Equal Mind" (B-side de "Lazuli"), "Saturn Song" (música descartada do álbum) e "Wherever You Go" (faixa oculta) foram incluídas na coletânea B-Sides and Rarities lançado em 2017.

## Recepção
Bloom recebeu análises geralmente positivas da crítica especializada. No Metacritic, o álbum foi classificado como 78/100 com o certificado de "análises geralmente favoráveis". Zachary Houle do PopMatters deu a Bloom a maior pontuação do site e o elogiou como "simples, no sentido mais inspirado do termo, ouro absoluto de ponta a ponta — um verdadeiro tesouro e um prazer total de experimentar toda vez que você o escuta". J. Pace da Under the Radar também elogiou o álbum, escrevendo: "É sempre um momento perfeito de nostalgia e melancolia com esses dois [Victoria Legrand e Alex Scally], que essas músicas servem a esses sentimentos afetivos, mas de alguma forma são etéreos você não consegue identificar". Lindsay Zoladz escrevendo para a Pitchfork deu a Bloom uma certificação de "Melhor novo álbum" e elogiou a interação entre Legrand e Scally, escrevendo que os dois "soam em perfeita sincronia: seus riffs ágeis, notas e tempo para adicionar profundidade e ritmo nas faixas". Harley Brown da Consequence of Sound afirmou que Bloom é "o resultado dos três álbuns anteriores", enquanto Hari Ashurt da BBC Music sentiu que o álbum era o melhor trabalho da banda.
Will Hermes da Rolling Stone comentou que: "as melodias, os solos de guitarra e as notas de órgãos proporcionam um conforto requintado". Zack Kotzer e David Greenwald de The A.V. Club deram ao álbum um A −, dizendo "Bloom pega o que funcionou antes e intensifica" e que, com o registro, "eles dominaram sua fórmula sensual". Outras análises de Bloom foram um pouco mais negativas. Annie Zaleski de Alternative Press achava que o álbum não possuía "tantos ganchos memoráveis (ou tantas estruturas de músicas bem definidas)" quanto o álbum anterior da banda, Teen Dream, e que, como resultado, "o disco tende a desaparecer em segundo plano e se tornar algo tão indistinto que é esquecível, mesmo depois de você escutar várias vezes". Maddy Costa do The Guardian criticou a falta de plot twists do álbum, escrevendo que "nada acontece para quebrar a superfície perfeita, seja nas músicas individuais ou no álbum como um todo, e isso pode ser o problema de Bloom. É lindo, espectral, sonhador, mas nunca faz seu pulso acelerar".

### Reconhecimento
Bloom apareceu em muitas listas de melhores álbuns do ano, vários deles com Bloom sendo incluído no top 10: Urban Outfitters classificou o álbum em segundo lugar em sua lista, Magnet e Under the Radar em terceiro, PopMatters e Obscure Sound em quarto lugar e Idolator, Consequence of Sound, Gorilla vs. Bear e Pitchfork em sétimo, está última acrescentou: "desde a estreia auto intitulada de 2006, Beach House tem pacientemente refinado e expandido um som singular, facilmente reconhecível". A Stereogum e Rolling Stone listaram o álbum em vigésimo setésimo e vigésimo oitavo lugar respectivamente,  com a segunda revista destacando o fato de quê: "os languidos da vocalista Victoria Legrand tem algumas coisas sombrias em sua mente - mortalidade e ruína continuam borbulhando à superfície do quarto LP da banda de Baltimore... Mas você dificilmente saberia pela maneira feliz como ela deixa sua voz se misturar com os acordes de órgão suavemente balançados e guitarras arejadas". A Rolling Stone também classificou a canção "Other People" como a 19ª melhor música de 2012.
O videoclipe de Wishes foi eleito pela revista Rolling Stones como um dos melhores daquele ano.

## Lista de faixas
Todas as canções tem Victoria Legrand como a principal compositora; As faixas do álbum são escritas por Legrand, Alex Scally e contém a assistência de Daniel Franz.
| N.º            | Título | Duração |  |
| 1.             | "Myth" | 4:20    |  |
| 2.             | "Wild" | 4:58    |  |
| 3.             | "Lazuli" | 5:02    |  |
| 4.             | "Other People" | 4:24    |  |
| 5.             | "The Hours" | 4:08    |  |
| 6.             | "Troublemaker" | 4:56    |  |
| 7.             | "New Year" | 5:24    |  |
| 8.             | "Wishes" | 4:40    |  |
| 9.             | "On the Sea" | 5:32    |  |
| 10.            | "Irene" (a canção termina às 6:44 minutos; pois, uma faixa oculta chamada "Wherever You Go" começa a tocar e tem 13:16 minutos) | 16:56   |  |
| Duração total: | Duração total: | 60:28   |  |

## Desempenho nas tabelas musicais
| Tabela (2012)                                 | Pico |
| --------------------------------------------- | ---- |
| Austrália (ARIA)                              | 40   |
| Bélgica (Ultratop Flandres)                   | 10   |
| Bélgica (Ultratop Valônia)                    | 55   |
| Canadá (Billboard)                            | 16   |
| Dinamarca (Hitlisten)                         | 8    |
| Países Baixos (Dutch Charts)                  | 54   |
| França (SNEP)                                 | 59   |
| Alemanha (Offizielle Deutsche Charts)         | 73   |
| Irlanda (IRMA)                                | 10   |
| 2                                             |      |
| Noruega (VG-lista)                            | 5    |
| Portugal (AFP)                                | 10   |
| Escócia (Official Scottish Albums)            | 23   |
| Espanha (PROMUSICAE)                          | 22   |
| Suécia (Sverigetopplistan)                    | 34   |
| Suíça (Schweizer Hitparade)                   | 33   |
| Reino Unido (Official Albums Chart)           | 15   |
| Reino Unido (UK Independent Albums Chart)     | 2    |
| Estados Unidos (Billboard 200)                | 7    |
| Estados Unidos (Billboard Independent Albums) | 1    |
| Estados Unidos (Top Alternative Albums)       | 1    |
| Estados Unidos (Top Rock Albums)              | 3    |

| Tabela (2012)                         | Posição |
| ------------------------------------- | ------- |
| US Independent Albums (Billboard)     | 25      |
| US Top Alternative Albums (Billboard) | 37      |
| US Top Rock Albums (Billboard)        | 61      |